# Lawrence Brittain
Pour les articles homonymes, voir Brittain.
Lawrence Brittain est un rameur sud-africain né le 9 novembre 1990. Il a remporté avec Shaun Keeling la médaille d'argent du deux sans barreur aux Jeux olympiques d'été de 2016 à Rio de Janeiro.